# Jazz (Matisse)
Pour les articles homonymes, voir Jazz (homonymie).
Jazz est un livre d'artiste d'Henri Matisse publié en 1947 par Tériade. Il comprend la reproduction d'une vingtaine de papiers découpés que le vieux maître a réalisés et dont le thème principal mais non exclusif est le monde du cirque. Parmi eux, certains sont considérés comme faisant partie de ses chefs-d'œuvre, à l'image de celui qui représente Icare parmi des étoiles.

## Présentation
Les livre se compose de 20 planches. A l'origine, Henri Matisse a réalisé des planches en papiers découpés pour faire un album qui n'aurait pas de texte. Les planches étaient terminée en 1944. Cependant, cette technique n'étant pas facilement reproductible, il a fallut faire des recherches pour pouvoir éditer les planches avec les outils de l'imprimerie. Finalement, c'est la technique du pochoir qui a été choisie, après des essais de lithographie et de xylographie. Entre-temps, Henri Matisse change d'idée en décidant d'ajouter des textes et de ne plus faire un album mais un livre. La plupart des textes furent rédigés en 1946. Le livre parait le 30 septembre 1947.
Liste des titres des planches:
- Le Clown
- Le cirque
- Monsieur Loyal
- Le cauchemar de l'éléphant blanc
- Le cheval, l'écuyère et le clown
- Le loup
- Le cœur
- Icare
- Formes
- L'enterrement de Pierrot
- Les Codomas
- La nageuse dans l'aquarium
- L'avaleur de sabres
- Le cow-boy
- Le toboggan

Certaines planches n'ont pas de titres.

## Conservation
La bibliothèque nationale de France détient deux exemplaires dans ses collections, l'un au département de la réserve des livres rares, l'autre à la bibliothèque de l'Arsenal, relié par Germaine de Coster à la demande de Jacques Guignard. L’œuvre est numérisée et consultable sur Gallica.
Le musée des Beaux-Arts de Lyon conserve un exemplaire dans ses collections. 
La médiathèque Latour-Maubourg de Valence conserve également un exemplaire du livre avec ses 20 planches que l'artiste avait offert au musée de Valence.
Le Musée National d'Art Moderne, faisant parti du Centre Pompidou, conserve également une série de 20 planches du livre Jazz, réalisé par Matisse.